# سسیل راجندرا
سسیل راجندرا (انگلیسی: Cecil Rajendra; ۱۹۴۱ (۸۳–۸۴ سال)) شاعر و حقوقدان مالزیایی است. اشعار او به چندین زبان ترجمه و در بیش از ۵۰ کشور منتشر شده‌است.